# Albert de Teschen (1897-1955)
 (août 2023).
Pour les articles homonymes, voir Albert de Teschen.
Albert François de Teschen, archiduc d'Autriche et dernier duc de Teschen, est né le 24 juillet 1897 au château de Weilburg, à Baden en Autriche-Hongrie, et est mort en exil le 23 juillet 1955, à Buenos Aires, en Argentine. C’est un militaire et un homme politique austro-hongrois, membre de la Chambre haute hongroise durant la régence de Horthy.

## Famille
Il est le fils du généralissime archiduc Frédéric de Teschen et de l'ambitieuse et talentueuse Isabelle de Croÿ.
À Brighton, dans le Sussex (Angleterre), Albert de Teschen épousa, le 16 août 1930, Irène Lelbach (1897-1985), fille de Hohann Lelbach et de son épouse Ilma Skultety. Le couple divorça le 1er juin 1937.
À Budapest (Hongrie), il épousa, le 7 mai 1938, Katalin Bocskay de Felsö-Banya (1909-2000), fille de Béla de Bocskay Felsö-Banya et de son épouse Eszter Farkas. Le couple divorça en 1951.
Deux filles sont nés de cette union :
- Sarolta de Teschen (1940-2020), qui épousa, en 1967, Ferdinand Wutlonen ;
- Idilko de Teschen (1942-), qui épousa, en 1963, Joseph Calleja dont elle divorça en 1978. En 1982, elle épousa Terry Fortier.

À Buenos Aires (Argentine), Albert de Teschen épousa, en 1951, Georgina Lydia Straucz Dorner.
Un fils semblerait être né de cette union, bien qu'il ne figure sur aucun document officiel de la famille ni testament :
- Rodolphe Étienne de Teschen (1951-1992). Marié, il a deux fils : Anton (1976) et Max (1974).

## Biographie
Après la Première Guerre mondiale, l’archiduc Albert est candidat à la couronne de Hongrie, mais l’opposition des Alliés à la restauration des Habsbourgs et la division des monarchistes hongrois l’empêchent de monter sur le trône. Durant la régence de Horthy, le prince devient membre de la Chambre haute hongroise et prend la tête de différentes organisations sportives et culturelles (comme la fédération hongroise d’escrime).
Partisan de l’alliance de la Hongrie avec Hitler, il s'exile à la fin de la Deuxième Guerre mondiale et s’installe en Argentine.